# Gieser Wildeman

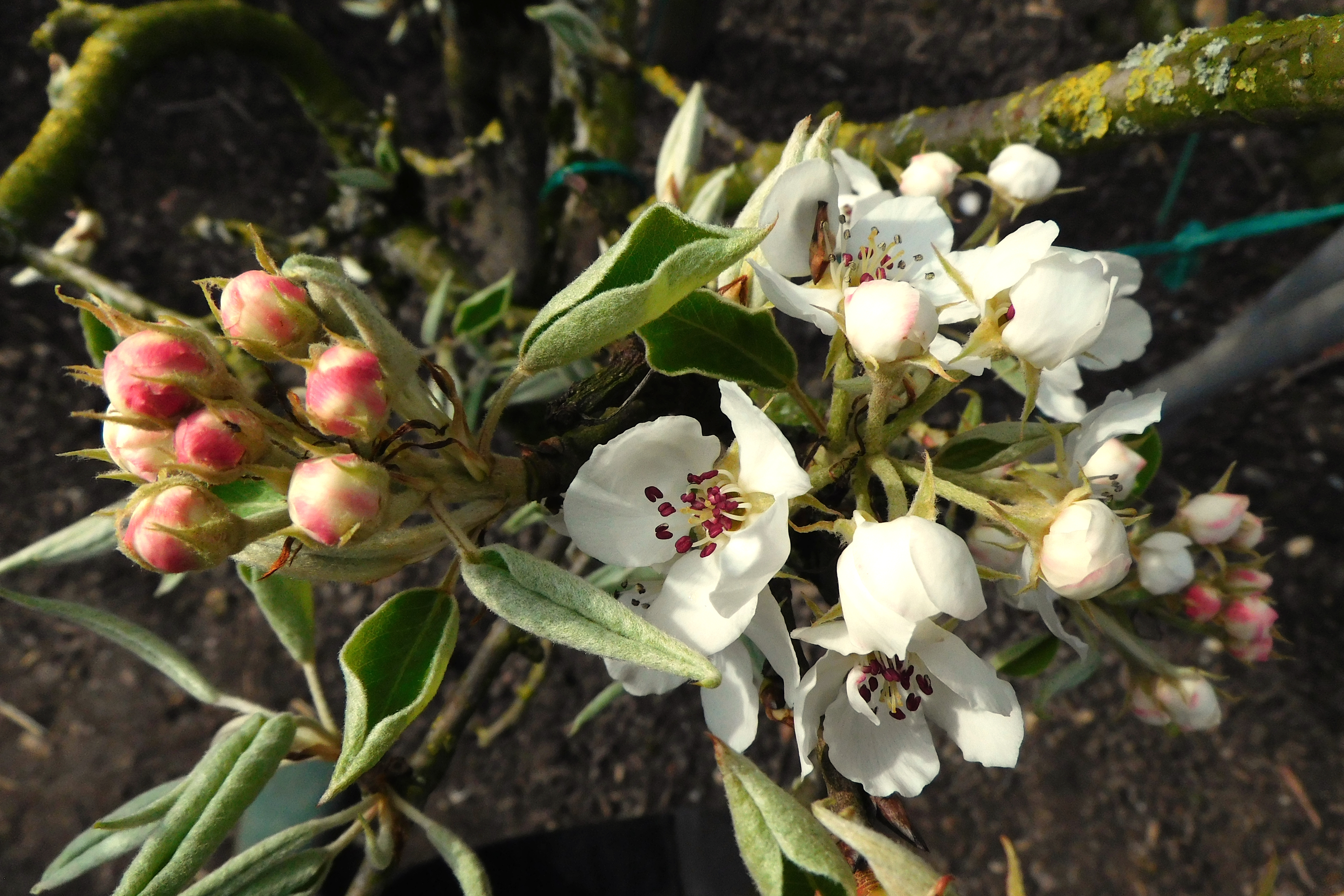
Bloesem Gieser Wildeman

De Gieser Wildeman (Pyrus communis 'Gieser Wildeman') is een stoofpeer. Het ras is gekweekt door de heer Wildeman uit Gorinchem en in de handel gebracht omstreeks 1850. In de commerciële fruitteelt is Gieser Wildeman in Nederland het meest geteelde stoofperenras. Daarnaast wordt op bescheiden schaal het stoofperenras Saint Rémy geteeld. Het areaal stoofperen in Nederland bedraagt ruim 250 hectare. In de volksmond wordt de naam 'Gieser' ook wel verbasterd tot 'Giesse'.
Gieser Wildeman kan zichzelf bestuiven en geplukt worden van half september tot begin oktober. De boom heeft veel last van beurtjaren, waardoor het ene jaar veel vruchten en het andere jaar weinig of geen vruchten aan de boom hangen. Door in een jaar met veel vruchten flink te dunnen kunnen beurtjaren tegengegaan worden.
De vrucht van Gieser Wildeman is klein en van kleur bruingeel met veel roest. Het is een zeer goede, iets zoete stoofpeer met door steencellen korrelig vruchtvlees. Door deze stoofpeer langdurig te koken, 3 uur of langer, verdwijnen deze steencellen en wordt het vruchtvlees donkerbruin/rood. Maar de kleur komt alleen als de peren goed rijp zijn. Niet rijpe peren worden wel zoet maar blijven wit tot zacht roze. 

## Ziekten en aantastingen
Gieser Wildeman is zeer vatbaar voor de bacterie Pseudomonas syringae, die tak- en bloesemsterfte veroorzaakt en tamelijk tot zeer vatbaar voor bacterievuur (Erwinia amylovora). De vruchten zijn vatbaar voor steel- en neusrot (Nectria galligena). Ook is de boom zeer gevoelig voor een aantasting door de perenbladvlooien (Psylla pyri en Psylla pyricola).

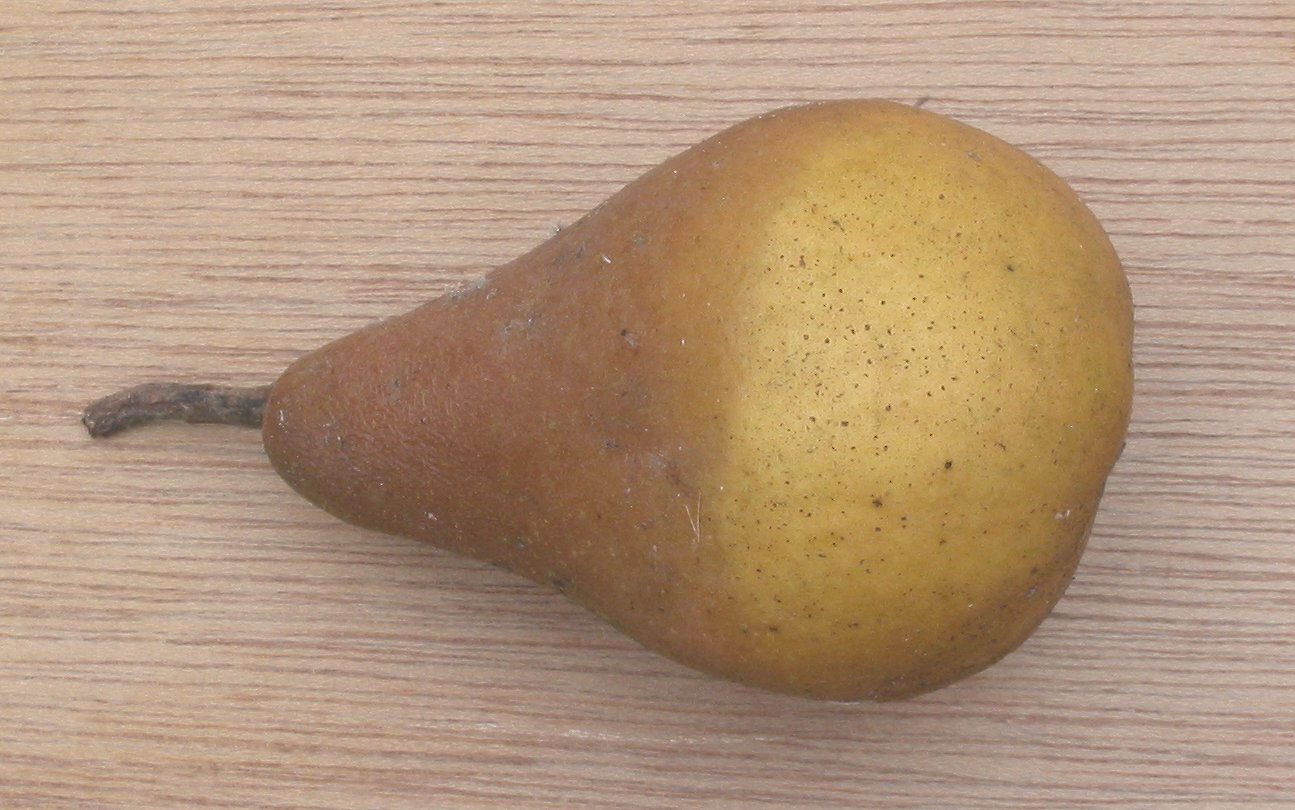
Steelrot